# Яструб сулавеський
Яструб сулавеський (Accipiter griseiceps) — хижий птах роду яструбів родини яструбових ряду яструбоподібних. Ендемік індонезійського острова Сулавесі. Раніше вважався підвидом чубатого яструба.

## Опис
Довжина птаха 28–38 см, розмах крил 51–65 см. Самці важать в середньому 212 г, самки 299 г.
Верхня частина тіла коричнева, за винятком голови, яка сірого кольору. На хвості чотири широкі смуги чорного кольору. Нижня сторона тіла кремово-біла, поцяткована численними чорно-коричневими смужками, які більш виражені в самок. Колір очей варіюється від жовтого до темно-оранжевого, восковиця світло-жовта, ноги жовті.

## Поширення і екологія
Цей вид яструбів є ендеміком індонезійського острова Сулавесі, а також невеликих сусідніх островів, таких як Тогіан, Муна і Бутон. Він зазвичай мешкає в тропічних лісах, але трапляється також в манграх, саванах і поблизу невеликих поселень, на висоті від 0 до 2000 м над рівнем моря.

## Раціон
Сулавеський яструб здебільшого полює на невеликих птахів (зокрема на курчат), на ящірок і великих комах.

## Збереження
МСОП вважає цей вид таким. що не потребує особливих заходів зі збереження.